# بيتر ريتشارد
بيتر ريتشارد غرينفل ليارد، البارون ليارد (بالإنجليزية: Richard Layard, Baron Layard)‏ (حاصل على زمالة الأكاديمية البريطانية) (ولد في 15 مارس 1934): هو خبير بريطاني في مجال العمل الاقتصادي، يعمل حاليًّا مديرًا لبرنامج مركز الأداء الاقتصادي في كلية لندن للاقتصاد.
ركز في بداية حياته المهنية على كيفية الحد من البطالة وعدم المساواة. كان كبير موظفي البحوث في لجنة روبنز الشهيرة للتعليم العالي. لقد أدى تقرير هذه اللجنة إلى التوسع الهائل في التعليم الجامعي في المملكة المتحدة في ستينيات القرن العشرين وسبعينياته.
في أعقاب بحث بدأ في سبعينيات القرن العشرين بواسطة اقتصاديين من أمثال ريتشارد إيستيرلين في جامعة جنوب كاليفورنيا، كتب عن اقتصاديات السعادة، وموضوعه واحد هو أهمية المتغيرات غير المرتبطة بالدخل في السعادة الكلية، بما في ذلك الصحة النفسية.
يتلخص اهتمامه الرئيس الحالي في الكيفية التي قد تعمل بها الصحة العقلية على تحسين حياتنا الاجتماعية والاقتصادية. وقد أدى عمله في مجال الصحة العقلية -بما في ذلك نشر تقرير الاكتئاب في عام 2006- إلى إنشاء برنامج تحسين فرص الحصول على العلاجات النفسية في إنجلترا. وهو مؤلف مشارك لتقرير السعادة العالمي مع جون ف. هيليويل وجيفري ساكس.

## العائلة والتعليم
بيتر ريشارد غرينفيل ليارد هو ابن جون ليارد. تلقّى تعليمه في إيتون، حيث حصل على منحة في كلية كينجز في كامبريدج وفي كلية لندن للاقتصاد.

## العمل
ساعد لايارد كلاوس موسير في التحقيق في تقرير روبنز، وذاع صيته لاحقًا في اقتصاد التعليم (مع مارك بلاج في لوس أنجلوس)، واقتصاد العمل (وخاصة مع ستيفن نيكل). دعا إلى العديد من السياسات التي ميزت حكومة حزب العمال الجديدة، وخاصة الصفقة الجديدة، عبر تأسيس مركز الأداء الاقتصادي في كلية لندن للاقتصاد. يستند أحد الأساليب التي يتبناها إلى فكرة الرفاهية إلى العمل، حيث تُنظَّم مدفوعات الرفاهية على نحو يشجع (أو يرغم) المستفيدين على العودة إلى سوق العمل.
عمل ليارد -فضلاً عن المناصب الأكاديمية- مستشارًا للعديد من المنظمات، بما فيها المؤسسات الحكومية في المملكة المتحدة وروسيا.
في عام 1990 كان مؤسّسًا لمركز الأداء الاقتصادي في كلية لندن للاقتصاد. حيث يشغل حاليًا مديرًا لبرنامجه.

### السعادة والرفاهية
نشط ليارد في دراسة ما أصبح يعرف منذ ذلك الحين باقتصاد السعادة. يبدأ هذا الفرع من التحليل الاقتصادي من الحجة القائلة بأن الدخل تقريب سيّئ للسعادة. واستنادًا إلى أبحاث السعادة الحديثة، يستشهد بثلاثة عوامل فشل خبراء الاقتصاد في أخذها في عين الاعتبار:
- المقارنات الاجتماعية: وعلى النقيض مما يتنبأ به الاقتصاد التقليدي، فإن السعادة مستمدة من الدخل النسبي فضلا عن الدخل المطلق. وهذا يعني أن اكتساب الجميع للقوة الشرائية يعني أن بعضهم قد لا يكون أكثر سعادة إذا كان موقفه مقارنة بغيره أسوأ. وقد لا يحول هذا التأثير النمو الاقتصادي إلى لعبة محصلتها صفر بالكامل، ولكنه من المرجح أن يقلل من الفوائد التي يجنيها الناس من عملهم الشاق. في اقتصاد لا تُدفع فيه الشركات بقوة إلى التنافس فحسب، بل يُدفع الأفراد إلى ذلك أيضًا، تبدو الحياة والعمل كسباق الفئران.
- التكيف: مع اعتياد الناس على مستويات الدخل العُليا، تنمو فكرتهم عن الدخل الكافي مع دخلهم. إذا فشلوا في توقع هذا التأثير، فإنهم سوف يستثمرون وقتًا أطول في العمل، وهذا مناسب لسعادتهم.
- تغيُّر الأذواق: يفترض خبراء الاقتصاد أن الأفضليات الفردية ثابتة، لكن في الحقيقة تكون هذه التفضيلات غير ثابتة ومتزايدة التغير، وتتحول بشكل مستمر وفقًا لأحدث الاتجاهات والمعايير الثقافية. لذا فإن القيم النسبية لممتلكات المرء المتراكمة تخضع لخفض القيمة، الأمر الذي يخلف في نهاية المطاف تأثيرًا سلبيًّا على السعادة.

من هذه الملاحظات، استنتج ليارد أن الضرائب تخدم غرضًا آخر غير سداد تكاليف الخدمات العامة (عادة في حالة المنافع العامة) وإعادة توزيع الدخل. يتلخّص الهدف الثالث في مقاومة الانحياز المعرفي الذي يدفع الناس إلى العمل على نحو أكثر من كونه مفيدًا لسعادتهم. وهذا يعني أن الضرائب لا بد أن تساعد المواطنين في الحفاظ على التوازن السليم بين العمل والحياة.
في عام 2005 نشر ليارد كتاب «السعادة: دروس من علم جديد» مؤكدًا على أهمية المتغيرات غير المرتبطة بالدخل في السعادة الكلية. يلخص كتابه النتائج التجريبية السابقة التي توصل إليها اقتصاديون مثل ريتشارد إيستيرلين، وديفيد ج بلانشاور، وأندرو كلارك، ورافاييل دي تيلا، وروبرت ماككولوك، وأندرو أوزوالد. شدد بوجه خاص على دور الصحة العقلية، وقال إن العلاجات النفسية ينبغي أن تكون متاحة على نطاق أوسع بكثير.
من بين كتبه الأخرى «كتاب السعادة: دروس من علم جديد (2011)» و«أصول السعادة (2018)».
في عام 2012 شارك في تحرير تقرير السعادة العالمية مع جيفري ساكس وجون هيليويل، وشارك فيه في السنوات اللاحقة.

### الصحة النفسية
أسفر عمل ليارد في مجال الصحة العقلية عن تطوير مبادرة تحسين إمكانية الحصول على العلاجات النفسية، وهي مبادرة في المملكة المتحدة.
في عام 2014، نشر مع عالم النفس السريري ديفيد كلارك كتاب «نجاح: قوة العلاجات النفسية القائمة على الأدلة» الذي بيّنا فيه القيمة المحتملة لتوفر العلاجات الحديثة على نطاق أوسع، وتشمل فصلًا عن الوقاية من الأمراض العقلية.
أظهر ليارد أن المرض العقلي هو السبب الرئيس لعدم السعادة.

### التطور
في عام 2015، شارك في كتابة التقرير الذي أطلق برنامج أبولو العالمي، والذي يدعو الدول المتقدمة إلى الالتزام بإنفاق 0.02% من ناتجها المحلي الإجمالي مدة عشرة أعوام، لتمويل البحوث المنسقة لجعل الطاقة الكهربائية الأساسية الخالية من الكربون أقل تكلفة من الكهرباء القادمة من الفحم بحلول عام 2025.

## انتقاد
يشكل البحث الذي أُجري مؤخرًا عن السعادة -والذي يشكك في جزء من أطروحات البارون لايارد مشيرًا إلى أن الناس يحصلون على السعادة من زيادة الدخل- جُزءًا من البحوث الجارية في مفارقة إيسترلين.

## الحياة الشخصية
في عام 1991، تزوج من مولي كريستين ماتشر، التي كانت متزوجة سابقًا من مايكل ماتشر.

## مراتب الشرف
في عام 2003، انتُخب ليارد زميلًا للأكاديمية البريطانية، وفي عام 2016، انتُخب زميلًا لأكاديمية العلوم الاجتماعية.